# Alberto Vernet Basualdo
Alberto Vernet Basualdo (Buenos Aires, 8 giugno 1982) è un ex rugbista a 15 argentino, attivo in carriera nel ruolo di tallonatore.

## Biografia
Vernet Basualdo entrò nelle giovanili dell'Alumni, club di Buenos Aires, all'età di 12 anni, e vi compì la trafila fino alla prima squadra; con tale club vinse nel 2001 il campionato provinciale dell'Unión de Rugby de Buenos Aires e, l'anno seguente, il Nacional de Clubes.
Nel dicembre 2004 Vernet Basualdo esordì in Nazionale argentina, in un impegnativo test a Buenos Aires contro gli Springbok; nel corso del suo secondo match in Nazionale, ad aprile 2005 contro il Giappone, rimediò un trauma cervicale che ne rese indispensabile il ricovero immediato e, a seguire, un intervento chirurgico per scongiurare qualsiasi rischio di lesione alla colonna vertebrale; fermo per più di un anno, tornò in campo a Roma nel novembre 2006 contro l'Italia; il C.T. Marcelo Loffreda fu indeciso fino all'ultimo giorno disponibile se inserire o meno Vernet Basualdo nella rosa dei convocati per la Coppa del Mondo di rugby 2007, salvo poi accordare fiducia al giocatore, che fu impiegato in tre incontri, tra cui la finale per il terzo posto, vinta dai Pumas sui padroni di casa della Francia.
Il 2007 fu l'anno in cui passò professionista; prima della Coppa del Mondo aveva firmato un contratto con il Tolosa con cui, alla prima stagione, si laureò campione di Francia e finalista di Heineken Cup 2007-08; nel 2010 si laureò campione d'Europa e nel 2011 vinse un ulteriore titolo francese.
Alla fine della stagione 2010-11 il suo contratto era in scadenza, e il Tolosa gli propose un prolungamento fino a novembre, necessario a coprire i vuoti d'organico dovuti alla presenza dei giocatori alla Coppa del Mondo di rugby 2011, a cui prendeva parte il titolare nel ruolo William Servat.
Basualdo accettò l'ingaggio, anche se questo ha comportato il rimanere senza club per il resto della stagione.

## Palmarès
- Campionati URBA: 1
Alumni: 2001
- Nacional de Clubes: 1
Alumni: 2002
- Campionati francesi: 2
Tolosa: 2007-08, 2010-11
- Heineken Cup: 1
Tolosa: 2009-10